# Education Center Nyanza
Das Education Center Nyanza ist ein Ausbildungszentrum in Nyanza, Ruanda. Das Ausbildungszentrum wurde 2010 nach Plänen des Münchner Architekten Dominikus Stark errichtet.

## Architektur
Das Land Ruanda ist stark zersiedelt. Vorbild ist die Typologie des ortsüblichen Hofhauses. Um die ländliche Region zu stärken,  wurde ein Ausbildungszentrum errichtet. Die Gebäude gruppieren sich um einen zentralen Platz. In den Zwischenräumen entstehen Höfe, Gassen und Nischen, somit entstehen Orte mit unterschiedlichen Aufenthaltsqualitäten.
Das Ensemble zeigt seine Bedeutung als öffentliches Gebäude in dem kleinteiligen Umfeld.
Die schrägen Dächer sammeln das Regenwasser, vorgelagerte Stützenreihen und tief eingeschnittene Höfe spenden Schatten. Ein Lüftungskonzept in Kombination mit der Speichermasse der massiven Ziegelwände ermöglicht ein angenehmes Raumklima. Backstein ist ein lokal verfügbares Material und ohne Maschinen verbaubar. Lokale Handwerker haben 575.000 Backsteine von Hand gefertigt und mit Präzisionsarbeit zu einem Ganzen gefügt.

## Auszeichnungen und Preise
- 2011: Nachwuchspreis – Deutscher Ziegelpreis
- 2011: Sonderpreis – Fritz-Höger-Preis für Backstein-Architektur[2]
- 2013: AR Awards for Emerging Architecture
- 2014: Anerkennung – DEUBAU-Preis

## Publikation
- Education Center Nyanza. Dominikus Stark Architekten 2011.
- brick award 12. Ausgezeichnete Ziegelarchitektur international, Callwey-Verlag 2012, ISBN 978-3766719492.